# 歐盟網絡安全局

歐盟網絡安全局標誌

歐盟網絡安全局（ENISA，縮寫按照前稱歐洲網絡及資訊安全局 European Network and Information Security Agency 而取）是歐盟的分權機關之一，其目標是幫助歐盟成員國防止、偵察和回應資訊安全問題。 ENISA 的法規，是「歐洲議會以及歐盟2019年4月17日對ENISA和對資訊及通訊科技資訊安全認證並撤回法規No 526/2013（資訊安全法令）」的法規No 2019/881 （页面存档备份，存于）。
ENISA 的總部位於希臘雅典，另有分部位於希臘伊拉克利翁和比利時布魯塞爾。

## 歷任執行長
- 2004年 – 2009年10月： Andrea Pirotti （意大利）
- 2009年10月 – 2019年10月： Udo Helmbrecht （德國，德國聯邦資訊安全辦公室前主席）
- 2019年10月至今： Juhan Lepassaar （愛沙尼亞）

## 外部連結
- 官方網站 （页面存档备份，存于）